# Украинская автокефальная православная церковь (1989—2018)
Украинская автокефальная православная церковь (сокращённо УАПЦ, укр. Українська автокефальна православна церква) — неканоническая религиозная организация, существовавшая на территории Украины и в странах с украинской диаспорой. 15 декабря 2018 года самораспустилась и по итогам Объединительного собора православных церквей на Украине её бывший предстоятель и её епископы вошли в состав Православной церкви Украины. Юридически деятельность прекращена 29 июля 2019 года.

## Предыстория
15 февраля 1989 года инициативный комитет в Киеве во главе с отцом Богданом Михайлечко опубликовал обращение к Верховным Советам СССР и УССР и международной христианской общественности. Напомнив о долголетней неволе и бесправии Украинской церкви под властью Москвы, пять основателей комитета высказали и обосновали требование восстановления полной автокефалии. На Пасху 1989 года основанная в Киеве Украинская православная община отправила праздничное богослужение в частном доме. Это было первое украиноязычное богослужение в столице Украины с 1943 года. Но в начале июня киевская городская власть отказалась зарегистрировать приход УАПЦ на Подоле, мотивируя это тем, что «такой Церкви, как УАПЦ, никогда не было и нет, а потому несуществующую Церковь зарегистрировать нельзя». Это — дословное повторение тезиса, который высказывал экзарх Украины митрополит Филарет.
На праздник Преображения Господня 19 августа 1989 года приход апостолов Петра и Павла во Львове провозгласил о своём выходе из Московского патриархата и создал первую действующую общину УАПЦ. В призыве к иерархам, духовенству, церковнослужителям и верующим, подписанном более чем 1800 лицами во главе с настоятелем, отцом Владимиром Яремой, отмечено: «Патриархи-иностранцы не наведут в нашем доме порядок. Это должны сделать мы сами».
20 октября 1989 года к УАПЦ присоединился и возглавил её ушедший на покой епископ Русской православной церкви Иоанн (Боднарчук). Во Львове создан Церковная рада — руководящий орган возрождённой Церкви, принят устав УАПЦ. К УАПЦ начали присоединяться приходы Русской православной церкви (РПЦ) на Львовщине, Ивано-Франковщине, Тернопольщине и Волыни. Возникали отдельные украинские автокефальные православные общины в Восточной Украине. К концу 1989 года УАПЦ имела уже более 100 приходов.
9 декабря 1989 года в Киеве основано Всеукраинское православное братство святого апостола Андрея Первозванного, которое стало центром возрождения Церкви. В начале 1990 года начали основываться краевые и местные братства в западных, а затем и в других областях Украины. Во многом благодаря инициативам и стараниям братств УАПЦ становилась все более видимой в Киеве и других городах Украины. Происходили публичные богослужения, празднование памяти выдающихся личностей украинской церковной и национальной истории.
10 марта в Киеве состоялась первая литургия в церкви Святого архистратига Михаила на территории Музея народной архитектуры и быта. Во Львове в начале 1990 года было уже несколько украинских автокефальных православных общин, включая историческую Успенскую церковь. 22 января в УАПЦ перешли одновременно более 200 приходов в Ивано-Франковской области, их примеру последовали многие другие общины в Галичине. Побочным следствием этого быстрого роста УАПЦ стал межконфессиональный конфликт между православными и греко-католиками.
РПЦ сначала отреагировала на возрождение УАПЦ запретами в священнослужении, отлучением от Церкви. Когда же это не остановило национально-церковное движение, РПЦ пошла на уступки: было разрешено отправлять богослужения и произносить проповеди на украинском языке, где того желает большинство прихожан, издан на украинском языке Новый Завет и требник. В Киеве была открыта духовная семинария, хотя тоже почти полностью с русским языком преподавания.
В конце января 1990 года Архиерейский собор Русской православной церкви создал на основе Украинского экзархата Украинскую православную церковь (УПЦ), Синод УПЦ из пяти епископов как собственный орган церковного управления.
На Поместном соборе УАПЦ 1990 года в Киеве был принят новый Устав УАПЦ, а митрополит Мстислав был провозглашён патриархом Киевским и всея Украины. Однако украинские власти отказались возвратить УАПЦ её храмы и имущество.

## Создание собственной иерархии
31 марта 1990 года архиепископ Иоанн (Боднарчук) совместно с саморукоположённым епископом Викентием Чекалиным рукоположили для УАПЦ нового епископа — Василия (Боднарчука) (брата Иоанна), назначенного на Тернопольско-Бучацкую кафедру. 7 апреля состоялась хиротония епископа Ивано-Франковского и Коломыйского Андрея (Абрамчука). 28 апреля рукоположён епископ Черновицкий и Хотинский Даниил (Ковальчук), 29 апреля — епископ Ужгородский и Хустский Владимир, 19 мая — епископ Луцкий Николай, 22 мая — епископ Черниговский и Сумской Роман, а 15 сентября — епископ Ровенский и Житомирский Антоний (Масендич). Первоначальные назначения некоторых иерархий были позже изменены.
5-6 июня 1990 года в Киеве состоялся Всеукраинский собор УАПЦ с участием более 700 делегатов со всей Украины, среди них 7 епископов во главе с архиепископом Иоанном и более 200 священников. Собор формально утвердил факт восстановления УАПЦ на Украине и принял историческое решение о подъёме её до уровня патриархата. Так, впервые в истории, украинская церковь получила право, принадлежащее Церкви каждого народа. Первым патриархом Киевским и всея Украины избран митрополит Мстислав, возглавляющий УАПЦ в диаспоре с титулом местоблюстителя Киевского митрополичьего престола. Архиепископу Иоанну присвоен титул митрополита Львовского и Галицкого.
Всеукраинский Собор принял ряд других важных постановлений, в которых утверждается автокефальный статус УПЦ и провозглашаются её основы. Признан недействительным акт присоединения Украинской Церкви к Московской в 1686 году, как противоречащий канонам Вселенской Православной Церкви. Провозглашено недействительными и неканоническими все санкции, наложенные на владыку Иоанна Синодом Русской Православной Церкви. Решено учредить при УАПЦ зарубежный отдел по связям с другими автокефальными Православными Церквами.
Историческим событием в связи со Всеукраинским собором УАПЦ было разрешение властей отслужить молебен перед открытием Собора и благодарственный молебен после его окончания в Софии.
Приглашённый на Всеукраинский Собор митрополит Мстислав не мог прибыть, потому что не получил въездной визы. Не изменило ситуации и избрание его патриархом Киевским и всея Украины: визу не выдавали четыре месяца. Власть отказывалась признать и зарегистрировать УАПЦ.
2 октября 1990 года Верховный Совет УССР признал и узаконил УАПЦ по всей Украине. 19 октября патриарх-элект Мстислав прибыл в Киев, в течение более месячного пребывания на Украине первый украинский патриарх объехал много местностей; под его руководством состоялся собор епископов УАПЦ. 18 ноября в Софийском соборе при участии тысяч верующих, заполонивших площадь вокруг храма, патриарх Мстислав торжественно введён в Киевский патриарший престол.
1991 был годом дальнейшего становления и утверждения УАПЦ на Украине. В конце марта в Киев вернулся патриарх Мстислав и на этот раз провёл на Украине более четырёх с половиной месяцев. Он много путешествовал, посещал общины верующих в разных местностях Украины, возглавлял религиозные и национальные празднества, вёл переговоры в деле развития УАПЦ с представителями власти. Во время его пребывания на Украине создано патриаршую канцелярию с рядом комиссий. Иерархия УАПЦ увеличилась в 1991 году на трёх епископов: 23 июня рукоположён епископ Каменец-Подольский и Хмельницкий Антоний, 30 июня — епископ Лубенский Поликарп, а 21 июля — епископ Днепропетровский и Запорожский Пантелеймон.
В течение года продолжалось распространение УАПЦ на Подолье, Волыни и в областях Восточной и Южной Украины. После долгой борьбы, получили в своё распоряжение храмы приходы в Харькове, Чернигове, Житомире, Одессе и многих других городах; разворачивается строительство новых храмов. УАПЦ передали трапезную церковь св. Иоанна Богослова — единственная, уцелевшая из комплекса Златоверхого Михайловского монастыря в Киеве. В конце октября 1991 года, как результат публичного голодания, устроенного группой верующих, власть вернула УАПЦ Свято-Андреевский собор, и 2 ноября там состоялась первая литургия.
Провал августовского путча в Москве в корне изменил ситуацию на Украине во всех сферах жизни, захватив и церковно-религиозную часть. Всеукраинское православное братство выступило уже в первый день переворота с осуждением попытки вернуть страну к диктатуре. 24 августа иерархи и священники УАПЦ отслужили в честь провозглашения независимости Украины благодарственные молебны в храмах по всей стране.

## УАПЦ в 1993—2018 годах
25—26 июня 1992 года при активной поддержке властей Филарет (Денисенко) провёл в Киеве «объединительный собор» части клира и мирян, вышедших из канонической УПЦ, и УАПЦ. При этом предстоятелем объединённой церкви в сане патриарха был провозглашён престарелый Мстислав (Скрипник), проживавший в США. Филарет (Денисенко) был избран его заместителем. При этом последний ввиду старости Мстислава и его проживания вне Украины становился фактическим главой нового Киевского патриархата. Однако объединение, осуществлённое административным путём, не было прочным. Около 500 львовских приходов (30 % от общего числа Киевского патриархата) примкнули к Петру (Петрусю) и Владимиру Яреме, признавая одного лишь Мстислава (Скрыпника) как «патриарха», но не Филарета в качестве его «заместителя» и настаивая на старом самоназвании церкви «УАПЦ». Фактически уже весной 1993 года на Украине оформились две альтернативные православные конфессии. Причем обе формально возглавлял патриарх Мстислав (Скрипник), и в обеих в реальности всеми делами заправляли совершенно другие лица.
11 июня 1993 года патриарх Мстислав умер. 14 октября его преемником избран Димитрий (Ярема).
УАПЦ получила официальную государственную регистрацию в 1995 году, код ЕГРПОУ — 24074457; в её пользование был передан Андреевский собор в Киеве.
25 февраля 2000 года патриарх Димитрий скончался. 14 сентября 2000 года новым главой церкви избран Мефодий (Кудряков) с титулом Митрополит Киевский и всея Украины.
По данным УАПЦ, на 2001 год она имела 11 епархий, 561 приход и 404 священнослужителя. Более 80 % прихожан приходились на три области Западной Украины (Львовскую, Ивано-Франковскую и Тернопольскую).
В 2003 году от УАПЦ в результате внутрицерковного конфликта обособилась Харьковско-Полтавская епархия, возглавляемая архиепископом Игорем (Исиченко).
По данным УАПЦ 2005 года, число её религиозных организаций выросло уже почти до 1200 — но в то же время церковь имела лишь около 700 священников. Меньшее количество священников, нежели приходов, объясняется тем, что зачастую один священник обслуживал более чем один населённый пункт (соответственно, и приход).
В 2006 году Харьковско-Полтавская епархия окончательно разорвала связь с УАПЦ и была официально зарегистрирована как отдельная религиозная организация — Харьковско-Полтавская епархия УАПЦ (обновлённая).
Весной 2013 года Львовско-Самборская епархия УАПЦ, находящаяся под управлением епископа Иоанна (Швеца), перешла в состав Украинской православной церкви Киевского патриархата.
24 февраля 2015 года митрополит Мефодий скончался. Сначала местоблюстителем, а потом — главой, был избран епископ Макарий (Малетич).

## Попытки нормализации канонического статуса
Канонический статус и взаимоотношения УАПЦ с другими православными церквями остаются неурегулированными. Диалог в 2000-х и 2010-х вёлся в двух направлениях — с Константинопольским патриархатом при посредничестве подчинённых ему Украинской православной церкви в США и Украинской православной церкви в Канаде, других украинских епископов эмиграции; с Украинской православной церковью (Московского патриархата). В 2009 году УАПЦ выразила стремление войти в состав Вселенского патриархата на правах автономии.
Так, сторонники автокефалии апеллируют к тому, что осуществляя
присоединение к своему составу Киевской митрополии, Московский патриархат нарушил целый ряд принципиальных предписаний Томоса 1686 г., которым были установлены права Киевской митрополии и гарантирована её связь со Вселенским патриархатом, в частности: нарушена установленная Томосом форма диптиха, согласно которому Киевский митрополит должен был упоминать сначала Вселенского Константинопольского Патриарха, форма избрания на кафедру Киевского митрополита, который, согласно Томосу, должен избираться эклекционным собором, а не назначаться из Москвы, нарушены канонические права Киевского Митрополита и его титул экзарха Константинопольского патриархата и митрополита всея Руси, а также нарушена автономия Киевской митрополии, которую она имела в составе Вселенского патриархата.
В «Патриаршем и Синодальном-каноническом Томосе Вселенской Патриархии о признании Православной Церкви в Польше автокефальной» от 13 ноября 1924 года также отмечается, что отделение Киевской Митрополии от Вселенского Патриархата произошло с нарушением канонов и автономии Киевского митрополита, который пользовался правами экзарха Вселенского Престола.
О непризнании полноценной и окончательной юрисдикции Московского Патриархата над Киевской митрополией говорится и в письме Вселенского Патриарха Димитрия І (1972—1991) Патриарху Московскому, от 10 января 1991 г., где отмечается, что Вселенская Патриархия признаёт Русскую Православную Церковь в пределах, определённых соборным актом 1593 г.:

Вселенская Патриархия признаёт одну каноническую Православную Церковь в установленных в 1593 г. Патриаршим и Синодальным способом пределах, то есть Святейшую Русскую Церковь, всеми поместными каноническими Святыми Божьими Церквями признанную, почитаемую и в священных диптихах упоминаемую.
Но диалог с Константинополем усложняется из-за жёсткой позиции в этом вопросе Московского Патриархата. Результатом переговоров патриарха Варфоломея с патриархом Алексием II в Киеве в 2008 году было достижение договорённости, согласно которой все дальнейшие действия по урегулированию украинского вопроса должны осуществляться с согласия обоих патриархатов и их совместными усилиями.
В конце августа 2009 года было объявлено, что УАПЦ заявила о намерении войти в состав Константинопольской православной церкви на правах автономии. В начале октября в Киеве состоялась встреча митрополита Мефодия (Кудрякова) с делегацией Константинопольской церкви, в ходе которой стороны обсуждали возможное принятие УАПЦ в юрисдикцию Вселенского престола. 16 июля 2010 года в Киеве состоялся Архиерейский собор УАПЦ, утвердивший обязательное поминовение за всеми богослужениями имени патриарха Константинопольского.

## Почитание святых
27 ноября 1997 года III поместный собор УАПЦ канонизировал Василия (Липковского) и всех Украинских новомучеников и исповедников Христовой веры погибших в 1917—1991 годах от безбожной власти. 14 (27) ноября было установлено Днём памяти святых новомучеников земли Украинской

## Соборы УАПЦ

### Архиерейский собор 16 июля 2010 года, Киев
- Решение о молитвенном поминовении имени Патриарха Константинопольского во время Божественной литургии и во время других богослужений;
- Решение о воздержании от общения с главой Украинской православной церковью Киевского патриархата на основе решения Архиерейского собора УАПЦ от 2 марта 2007 года;
- Решение о возобновлении деятельности Комиссии Архиерейского собора Украинской автокефальной православной церкви по диалогу с Украинской православной церковью (Московского патриархата)[17].

### Архиерейский собор 26 июля 2014 года, Киев
- Обращение архиерейского собора Украинской автокефальной православной церкви к священству и верным[18].

## Ликвидация
15 декабря 2018 года в Киеве прошёл Объединительный собор, на котором главой новой православной церкви Украины избрали митрополита Переяславского и Белоцерковского УПЦ КП Епифания (Думенко). Вселенский патриархат Варфоломей вручит ему томос об автокефалии 6 января 2019 года в Стамбуле. Глава УПЦ КП Филарет не выдвигал свою кандидатуру.
РБК-Украина «со ссылкой на осведомлённые источники» утверждает, что перед заседанием Объединительного собора в Киеве 15 декабря 2018 года и образованием новой Православной церкви Украины УАПЦ приняла решение о самороспуске.
29 июля 2019 в Единый государственный реестр юридических лиц, физических лиц — предпринимателей и общественных объединений внесена запись о прекращении существования религиозной организации «Патриархия Украинской автокефальной православной церкви» путём присоединения к религиозной организации «Киевская митрополия Украинской православной церкви (Православной церкви Украины)». В связи с принятым решением все доверенности, выданные на представительство интересов «Патриархии УАПЦ» до 29 июля включительно, отозваны.

## Епархии
- Винницкая епархия
- Днепровско-Запорожская епархия
- Житомирская епархия
- Ивано-Франковская епархия
- Карпатская епархия
- Киевская епархия
- Львовская епархия
- Ровенско-Острожская епархия
- Тернопольская епархия
- Черкасско-Кировоградская епархия
- Западноевропейский экзархат